# Pomatiopsis californica
Pomatiopsis californica är en snäckart som beskrevs av Henry Augustus Pilsbry 1899. Pomatiopsis californica ingår i släktet Pomatiopsis och familjen Pomatiopsidae. IUCN kategoriserar arten globalt som otillräckligt studerad. Inga underarter finns listade i Catalogue of Life.